# Coppa di Polonia 2019-2020 (pallavolo maschile)
La Coppa di Polonia 2019-2020 si è svolta dal 2 ottobre 2019 al 15 gennaio 2020: al torneo hanno partecipato ventotto squadre di club polacche e la vittoria finale non è stata assegnata ad alcuna squadra a causa della sospensione della competizione a seguito della pandemia di COVID-19.

## Regolamento
Le squadre hanno disputato una prima fase, a cui hanno partecipato quelle di II liga e III liga, strutturata in primo turno e secondo turno: le due vincitrici sono qualificate alla seconda fase. Successivamente le squadre hanno disputato una seconda fase, a cui hanno partecipato le due vincitrici della prima fase e quelle di I liga, strutturata in ottavi di finale, quarti di finale, semifinali e finale, quest'ultima giocata con gare di andata e ritorno: le due finaliste sono qualificate alla terza fase. Successivamente le squadre hanno disputato una terza fase, a cui hanno partecipato le due finaliste della seconda fase e le prime sei classificate al termine del girone di andata della Polska Liga Siatkówki 2019-20, strutturata in quarti di finale, semifinali e finale.
A seguito del diffondersi in Polonia della pandemia di COVID-19 il comitato direttivo della PLS ha decretato la chiusura anticipata della competizione senza assegnazione della coppa nazionale.

## Squadre partecipanti
| - AGH Krakow - AZS Olsztyn - Bielsko-Bialskie - Camper Wyszków - Chrobry Głogów - Gwardia Wrocław - Jastrzębski Węgiel - Kozienice - Lechia - LKPS | - MCKiS Jaworzno - Mickiewicz Kluczbork - MOSiR Sieradz - Norwid Częstochowa - Olimpia Sulęcin - Powiślak Końskowola - Projekt Warszawa - Siedlce - Skra Bełchatów - Słupca | - SMS Spała - SMS Spała III - Stal Nysa - Trefl Gdańsk - Września - ŻAK Krzeszyce - ZAKSA - ZAKSA Strzelce Opolskie |

## Torneo

### Tabellone

#### Seconda fase
|  | Ottavi di finale        | Ottavi di finale |  |  | Quarti di finale   | Quarti di finale |  |                  | Semifinali         | Semifinali |  |                  | Finale | Finale | Finale |
|  |                         |                  |  |  |                    |                  |  |                  |                    |            |  |                  |        |        |        |
|  | LKPS                    | 3                |  |  |                    |                  |  |                  |                    |            |  |                  |        |        |        |
|  | LKPS                    | 3                |  |  |                    |                  |  |                  |                    |            |  |                  |        |        |        |
|  | AGH Krakow              | 1                |  |  | LKPS               | 0                |  |                  |                    |            |  |                  |        |        |        |
|  | AGH Krakow              | 1                |  |  | LKPS               | 0                |  |                  |                    |            |  |                  |        |        |        |
|  | Bielsko-Bialskie        | 3                |  |  | Bielsko-Bialskie   | 3                |  |                  |                    |            |  |                  |        |        |        |
|  | Bielsko-Bialskie        | 3                |  |  | Bielsko-Bialskie   | 3                |  |                  |                    |            |  |                  |        |        |        |
|  | MCKiS Jaworzno          | 2                |  |  |                    |                  |  | Bielsko-Bialskie | 3                  |            |  |                  |        |        |        |
|  | MCKiS Jaworzno          | 2                |  |  |                    |                  |  | Bielsko-Bialskie | 3                  |            |  |                  |        |        |        |
|  | ZAKSA Strzelce Opolskie | 1                |  |  |                    |                  |  |                  | Norwid Częstochowa | 0          |  |                  |        |        |        |
|  | ZAKSA Strzelce Opolskie | 1                |  |  |                    |                  |  |                  | Norwid Częstochowa | 0          |  |                  |        |        |        |
|  | Stal Nysa               | 3                |  |  | Stal Nysa          | 1                |  |                  |                    |            |  |                  |        |        |        |
|  | Stal Nysa               | 3                |  |  |                    | 1                |  |                  |                    |            |  |                  |        |        |        |
|  | Norwid Częstochowa      | 3                |  |  | Norwid Częstochowa | 3                |  |                  |                    |            |  |                  |        |        |        |
|  | Norwid Częstochowa      | 3                |  |  |                    |                  |  |                  |                    |            |  |                  |        |        |        |
|  | Siedlce                 | 1                |  |  |                    |                  |  |                  |                    |            |  | Bielsko-Bialskie | 3      | 3      |        |
|  | Siedlce                 | 1                |  |  |                    |                  |  |                  |                    |            |  | Bielsko-Bialskie | 3      | 3      |        |
|  | Słupca                  | 0                |  |  |                    |                  |  |                  |                    |            |  |                  | Lechia | 1      | 2      |
|  | Słupca                  | 0                |  |  |                    |                  |  |                  |                    |            |  |                  | Lechia | 1      | 2      |
|  | Chrobry Głogów          | 3                |  |  | Chrobry Głogów     | 3                |  |                  |                    |            |  |                  |        |        |        |
|  | Chrobry Głogów          | 3                |  |  |                    |                  |  |                  |                    |            |  |                  |        |        |        |
|  | SMS Spała               | 1                |  |  | Września           | 0                |  |                  |                    |            |  |                  |        |        |        |
|  | SMS Spała               | 1                |  |  |                    | 0                |  |                  |                    |            |  |                  |        |        |        |
|  | Września                | 3                |  |  |                    |                  |  | Chrobry Głogów   | 2                  |            |  |                  |        |        |        |
|  | Września                | 3                |  |  |                    |                  |  | Chrobry Głogów   | 2                  |            |  |                  |        |        |        |
|  | Lechia                  | 3                |  |  |                    |                  |  |                  | Lechia             | 3          |  |                  |        |        |        |
|  | Lechia                  | 3                |  |  |                    |                  |  |                  | Lechia             | 3          |  |                  |        |        |        |
|  | Mickiewicz Kluczbork    | 0                |  |  | Lechia             | 3                |  |                  |                    |            |  |                  |        |        |        |
|  | Mickiewicz Kluczbork    | 0                |  |  | Lechia             | 3                |  |                  |                    |            |  |                  |        |        |        |
|  | SMS Spała III           | 1                |  |  | Gwardia Wrocław    | 1                |  |                  |                    |            |  |                  |        |        |        |
|  | SMS Spała III           | 1                |  |  | Gwardia Wrocław    | 1                |  |                  |                    |            |  |                  |        |        |        |
|  | Gwardia Wrocław         | 3                |  |  |                    |                  |  |                  |                    |            |  |                  |        |        |        |
|  | Gwardia Wrocław         | 3                |  |  |                    |                  |  |                  |                    |            |  |                  |        |        |        |

#### Terza fase
|  | Quarti di finale   | Quarti di finale |  |                | Semifinali       | Semifinali |  |   | Finale | Finale |
|  |                    |                  |  |                |                  |            |  |   |        |        |
|  | Bielsko-Bialskie   | 0                |  |                |                  |            |  |   |        |        |
|  | Bielsko-Bialskie   | 0                |  |                |                  |            |  |   |        |        |
|  | ZAKSA              | 3                |  |                |                  |            |  |   |        |        |
|  | ZAKSA              | 3                |  | ZAKSA          | -                |            |  |   |        |        |
|  |                    |                  |  | ZAKSA          | -                |            |  |   |        |        |
|  |                    |                  |  |                | Trefl Gdańsk     | -          |  |   |        |        |
|  | Jastrzębski Węgiel | 2                |  |                | Trefl Gdańsk     | -          |  |   |        |        |
|  | Jastrzębski Węgiel | 2                |  |                |                  |            |  |   |        |        |
|  | Trefl Gdańsk       | 3                |  |                |                  |            |  |   |        |        |
|  | Trefl Gdańsk       | 3                |  |                |                  |            |  | - | -      |        |
|  |                    |                  |  |                |                  |            |  | - | -      |        |
|  |                    |                  |  |                |                  |            |  |   | -      | -      |
|  | Skra Bełchatów     | 3                |  |                |                  |            |  |   | -      | -      |
|  | Skra Bełchatów     | 3                |  |                |                  |            |  |   |        |        |
|  | AZS Olsztyn        | 1                |  |                |                  |            |  |   |        |        |
|  | AZS Olsztyn        | 1                |  | Skra Bełchatów | -                |            |  |   |        |        |
|  |                    |                  |  | Skra Bełchatów | -                |            |  |   |        |        |
|  |                    |                  |  |                | Projekt Warszawa | -          |  |   |        |        |
|  | Lechia             | 0                |  |                | Projekt Warszawa | -          |  |   |        |        |
|  | Lechia             | 0                |  |                |                  |            |  |   |        |        |
|  | Projekt Warszawa   | 3                |  |                |                  |            |  |   |        |        |
|  | Projekt Warszawa   | 3                |  |                |                  |            |  |   |        |        |

### Risultati

#### Prima fase

##### Primo turno
| 2 ottobre 2019 Sala SP, Krzeszyce Durata: ? - Spettatori: 20    | ŻAK Krzeszyce       | 0 - 3 | Olimpia Sulęcin | 15-25, 13-25, 28-30        |
| 2 ottobre 2019 Hala WOSiR, Wyszków Durata: ? - Spettatori: 15   | Camper Wyszków      | 1 - 3 | Słupca          | 22-25, 14-25, 25-21, 16-25 |
| 2 ottobre 2019 Hala KCRiS, Kozienice Durata: ? - Spettatori: 80 | Kozienice           | 3 - 1 | MOSiR Sieradz   | 12-25, 25-19, 25-17, 25-19 |
| 2 ottobre 2019 Hala SP, Końskowola Durata: ? - Spettatori: 10   | Powiślak Końskowola | 0 - 3 | SMS Spała III   | 17-25, 12-25, 20-25        |

##### Secondo turno
| 16 ottobre 2019 Hala MOSiR, Słupca Durata: ? - Spettatori: 80            | Słupca        | 3 - 2 | Olimpia Sulęcin | 18-25, 25-20, 19-25, 25-19, 17-15 |
| 16 ottobre 2019 Hala wielofunkcyjna, Inowłódz Durata: ? - Spettatori: 30 | SMS Spała III | 3 - 0 | Kozienice       | 25-21, 25-19, 25-22               |

#### Seconda fase

##### Ottavi di finale
| 30 ottobre 2019 Hala przy, Strzelce Opolskie Durata: ? - Spettatori: 200             | ZAKSA Strzelce Opolskie | 1 - 3 | Stal Nysa            | 25-22, 19-25, 9-25, 17-25        |
| 30 ottobre 2019 Hala IX LO, Częstochowa Durata: ? - Spettatori: 85                   | Norwid Częstochowa      | 3 - 1 | Siedlce              | 25-27, 34-32, 26-24, 25-15       |
| 30 ottobre 2019 Hala Niedzieli, Lublino Durata: ? - Spettatori: 200                  | LKPS                    | 3 - 1 | AGH Krakow           | 30-28, 29-27, 23-25, 25-19       |
| 30 ottobre 2019 Hala Widowiskowo-Sportowa, Bielsko-Biała Durata: ? - Spettatori: 100 | Bielsko-Bialskie        | 3 - 2 | MCKiS Jaworzno       | 25-18, 24-26, 25-27, 25-13, 15-9 |
| 30 ottobre 2019 Hala wielofunkcyjna, Inowłódz Durata: ? - Spettatori: 94             | SMS Spała               | 1 - 3 | Września             | 20-25, 18-25, 25-20, 15-25       |
| 30 ottobre 2019 Hala MOSiR, Słupca Durata: ? - Spettatori: 205                       | Słupca                  | 0 - 3 | Chrobry Głogów       | 17-25, 15-25, 16-25              |
| 30 ottobre 2019 Hala wielofunkcyjna, Inowłódz Durata: ? - Spettatori: 50             | SMS Spała III           | 1 - 3 | Gwardia Wrocław      | 23-25, 20-25, 25-22, 15-25       |
| 6 novembre 2019 Hala ZSP, Tomaszów Mazowiecki Durata: ? - Spettatori: 150            | Lechia                  | 3 - 0 | Mickiewicz Kluczbork | 25-23, 26-24, 25-22              |

##### Quarti di finale
| 13 novembre 2019 Hala Nysa, Nysa Durata: ? - Spettatori: 800               | Stal Nysa      | 1 - 3 | Norwid Częstochowa | 23-25, 31-29, 22-25, 19-25 |
| 20 novembre 2019 Hala Niedzieli, Lublino Durata: ? - Spettatori: 266       | LKPS           | 0 - 3 | Bielsko-Bialskie   | 21-25, 22-25, 22-25        |
| 13 novembre 2019 Hala SP, Głogów Durata: ? - Spettatori: 160               | Chrobry Głogów | 3 - 0 | Września           | 26-24, 25-21, 25-18        |
| 13 novembre 2019 Hala ZSP, Tomaszów Mazowiecki Durata: ? - Spettatori: 250 | Lechia         | 3 - 1 | Gwardia Wrocław    | 25-17, 25-20, 25-27, 25-20 |

##### Semifinali
| 27 novembre 2019 Hala Widowiskowo-Sportowa, Bielsko-Biała Durata: ? - Spettatori: 150 | Bielsko-Bialskie | 3 - 0 | Norwid Częstochowa | 25-22, 25-21, 25-16              |
| 24 novembre 2019 Hala SP, Głogów Durata: ? - Spettatori: 280                          | Chrobry Głogów   | 2 - 3 | Lechia             | 16-25, 21-25, 25-23, 25-21, 8-15 |

##### Finale

###### Andata
| 10 dicembre 2019 Hala Widowiskowo-Sportowa, Bielsko-Biała Durata: ? - Spettatori: 150 | Bielsko-Bialskie | 3 - 1 | Lechia | 25-22, 21-25, 25-16, 27-25 |

###### Ritorno
| 19 dicembre 2019 Hala ZSP, Tomaszów Mazowiecki Durata: ? - Spettatori: 700 | Lechia | 2 - 3 | Bielsko-Bialskie | 18-25, 21-25, 25-22, 25-15, 11-15 |

#### Terza fase

##### Quarti di finale
| 15 gennaio 2020 Hala Widowiskowo-Sportowa, Bielsko-Biała Durata: 1h:14 - Spettatori: 1 200  | Bielsko-Bialskie   | 0 - 3 | ZAKSA            | 16-25, 12-25, 23-25               |
| 15 gennaio 2020 H. Widowiskowo-Sportowa, Jastrzębie-Zdrój Durata: 2h:15 - Spettatori: 2 306 | Jastrzębski Węgiel | 2 - 3 | Trefl Gdańsk     | 25-18, 26-24, 20-25, 20-25, 13-15 |
| 14 gennaio 2020 Hala Energia, Bełchatów Durata: 1h:43 - Spettatori: 1 673                   | Skra Bełchatów     | 3 - 1 | AZS Olsztyn      | 25-20, 18-25, 25-20, 25-16        |
| 14 gennaio 2020 Hala ZSP, Tomaszów Mazowiecki Durata: 1h:06 - Spettatori: 500               | Lechia             | 0 - 3 | Projekt Warszawa | 16-25, 16-25, 11-25               |

##### Semifinali
| 14 marzo 2020 Spodek, Katowice Durata: 0 - Spettatori: 0 | ZAKSA          | - | Trefl Gdańsk     | annullata |
| 14 marzo 2020 Spodek, Katowice Durata: 0 - Spettatori: 0 | Skra Bełchatów | - | Projekt Warszawa | annullata |

##### Finale
| 15 marzo 2020 Spodek, Katowice Durata: 0 - Spettatori: 0 | - | - | - | annullata |